# Eduard Fontserè
Eduard Fontserè i Riba (1870-1970) est un météorologue, astronome et sismologue catalan. Il est le fondateur et directeur du Service météorologique de Catalogne (1921 à 1939). Il peut être considéré comme le père de la météorologie professionnelle en Catalogne, ainsi que de la professionnalisation scientifique et académique de la météorologie catalane.
Docteur en sciences physiques avec une thèse sur l'astronomie, il devient en 1893 responsable des observatoires de l'Académie des sciences et des arts de Barcelone. Il organise et préside le Service officiel qui établit l'heure officielle de la ville de Barcelone. Devant la députation de Barcelone, il présente un projet de construction de l'Observatoire Fabra. Avec l'aide de l'Institut d'Estudis Catalans (IEC), il crée la station aérologique de Barcelone. Il préside également l'Ateneu Barcelonès, la Société d'astronomie de Barcelone et la section scientifique de l'IEC.

## Biographie
La famille d'Eduard Fontserè i Riba est prééminente à Barcelone. Son grand-père, Josep Fontserè i Doménech (1799-1870), et son oncle, Josep Fontserè i Mestre (1829-1897), sont des architectes municipaux, alors que son père, Eduard Fontserè Mestre (1828-1901), est un entrepreneur spécialisé dans les travaux hydrauliques. En 1874, son père perd son poste au conseil municipal lors de la Restauration bourbonienne en Espagne, causant des difficultés économiques à la famille qui pousse Eduard à étudier en commerce en 1884. Il retourne cependant vers sa vocation première plus tard et en 1891 obtient une licence en physique et mathématiques à l'Université de Barcelone. Pour son doctorat, il s'inscrit à l'université centrale de Madrid avec l'intention de devenir professeur. Son intérêt à l'époque va à l'astronomie et il choisit donc de faire porter sa thèse sur la rotation du Soleil selon sur l'observation des taches solaires.
De retour à Barcelone en 1893, Fontserè participe à la fondation de la Société espagnole pour la protection de la science, une initiative d'Eduardo Lozano, soutenue par l'Académie royale des sciences et arts de Barcelone. Il est chargé d'une chaire d'astronomie parrainée par la Société tout étant professeur adjoint non rémunéré à la Faculté des sciences. Il est également engagé comme directeur des observatoires météorologiques et astronomiques que l'Académie a fait installer dans les tours de son siège en 1893. Fontserè prend aussi en charge le service de l'heure municipale.
En 1894 et 1895, il prépare un projet pour un nouvel Observatoire astronomique, météorologique et sismique à Barcelone, qu'il envisage d'installer au sommet du Tibidabo, près de Barcelone. La députation de Barcelona refuse son aide mais l'Observatoire Fabra voit quand même le jour. En janvier et février 1896, Fontserè et Lozano répètent les expériences de Wilhelm Röntgen à Barcelone. Au cours de ces années, Fontserè fait aussi des recherches sur la rotation de Vénus, profitant des possibilités d'observation de 1897.
En 1897, Fontserè devient professeur de sciences à la Ferme agricole expérimentale de Barcelone. En 1900, il quitte son poste pour obtenir la chaire de Géodésie à l'Université de Barcelone, puis de professeur de mécanique rationnelle. Durant la même période, il est pendant quelques années rédacteur en chef du magazine El Mundo Cienciaet. En 1907, Fontserè aida à créer l'Institut d'Estudis Catalans.
En 1909, il est élu membre de l'Académie royale des sciences et des arts de Barcelone, où il continue à diriger le service municipal du temps. En 1910, il participe à la fondation de la Société astronomique de Barcelone, dont il est président en 1911. Le nouveau directeur de l'Institut météorologique central, José Galbis, l'encourage à faire de la Société un réseau météorologique et en 1912, propose l'installation d'une station aérologique à Barcelone. Il s'agit de participer au programme international du météorologue norvégien Wilhelm Bjerknes pour l'étude de l'atmosphère en trois dimensions pour sa théorie du frontale.
La même année, l'Académie le nomme directeur de la section météorologique et sismique de l'observatoire Fabra. Il abandonne ainsi l'astronomie. Fontserè organise un service météorologique à la Société astronomique de Barcelone et publia ses premiers travaux théoriques sur ce sujet. En 1919, il rédige un projet d'organisation d'un service météorologique en Catalogne, qui est approuvé par le gouvernement de la Mancomunidad. Nommé directeur du service, grâce à José Galbis, il participe en 1919 à Paris à la conférence des directeurs de service qui réorganise la Météorologie européenne après la guerre. Le Servei Meteorològic de Catalunya lance officiellement en 1921 sous la direction de l'Institut d'Estudis Catalans qui nomme Fontserè directeur.
Parallèlement, Fontserè rénove la station sismique de l'observatoire Fabra et organise un réseau d'observateurs macrosismiques en Catalogne. La dictature de Miguel Primo de Rivera suspend les activités de l'Institut, mais maintient le service météorologique, sous la direction de la députation de Barcelone et change la langue de ses publications pour l'espagnol.
Pendant la guerre civile espagnole, Fontserè reste à la tête du service catalan et participe également au Servei d'Astronomia de la Generalitat. Il poursuit la publication des Notes d'Estudi, organe du Servei. L'activité du Servei et de l'Observatoire Fabra n'est interrompue qu'à l'entrée des troupes franquistes à Barcelone en janvier 1939. Quelques jours plus tard, un officier du Service météorologique espagnol donne l'ordre de dissoudre le service catalan et toutes ses archives et son matériel sont confisqués. En 1940, avec l'aide de quelques professeurs il échappe au processus de purification de la dictature et continue à diriger la section météorologique et sismique de l'observatoire Fabra.
En 1942, il participe à la réorganisation clandestine de l'Institut d'Estudis Catalans. En 1950, il publie un vocabulaire catalan de la météorologie. Après le rétablissement de la démocratie en Espagne, ce vocabulaire a été essentiel pour la normalisation du catalan en météorologie, principalement dans l'information audiovisuelle. En 1970, il reçoit la médaille d'or de la ville de Barcelone.
Quand il meurt en 1970, il est convaincu que le patrimoine du Servei Meteorològic a été détruit. Cependant, en 1980, lorsque la Generalitat est rétablie, le Service météorologique espagnol rend la collection qu'il a conservée depuis 1939. Elle est cataloguée dans la cartothèque de l'Institut Cartogràfic i Geològic de Catalunya et une autre partie est située dans l'Académie Royale des Sciences et des Arts de Barcelone.